# Antonio M. Abad
Antonio Abad y Mercado (Barili, Cebú, 10 de mayo de 1894 - 10 de abril de 1970) fue un prolífico escritor y profesor filipino de lengua española, galardonado con el Premio Zóbel y gran defensor de la lengua española en su país. Es padre del también escritor Germino Abad, aunque este usa el inglés como lengua literaria y no domina el castellano.

## Historia
Estudió en la Universidad de San Carlos y enseñó gramática y literatura castellana en el Colegio San José. 
A lo largo de su vida llegó a colaborar con numerosos periódicos, como fueron El Precursor, La Revolución, El Espectador, La Vanguardia, El Debate, La Defensa y The Cebu Advertiser.
Llegó a Manila en 1926, trabajando en el periódico La Opinión, a la vez que era profesor de lengua y literatura españolas en la Universidad Nacional de Filipinas y en la Far Eastern University. 
En 1938 organizó la Federación de Profesores de Español. En 1939 ingresa en la Academia Filipina, correspondiente de la Real Academia Española, en la que llega a ser Secretario.
En 1952 reorganizó el Departamento de español de la Facultad de Artes Liberales, Universidad de Filipinas - Diliman.
Fue autor de multitud de libros de texto para la enseñanza del español, zarzuelas en cebuano y comedias en castellano, además de sus incontables artículos en la prensa cebuana y manilense. Cuando falleció estaba trabajando en la redacción de un diccionario plurilingüe en español, tagalo, cebuano, ilocano e inglés.

## Premios
- 1929. La oveja de Nathán,[5] por la que consiguió el premio Zobel y que es considerada su mejor obra.
- 1939. Dagohoy, obra teatral con la que consiguió el premio del Concurso Literario de la Mancomunidad Filipina

## Obras (selección)

### Novelas
- 1927. El último romántico (accésit Premio Zobel)
- 1922. La oveja de Nathán. Su edición en inglés (Nathan's Sheep) salió a la calle en 2013 traducida por Lourdes Castrillo Brillantes[6]
- 1945. El campeón
- 1960. La vida secreta de Daniel Espeña, última novela publicada en español en Filipinas.

### Obras de teatro
- 1916. Calvario de un alma, obra en tres actos.
- 1920. La cicatriz, obra en un actos.
- 1924. Las hijas de Juan
- 1925. La redimida, obra en tres actos.
- 1930. Los desorientados
- 1930. La gloria
- 1932. Cuando los lobos se vuelven corderos
- 1932. Sor Sagrario
- 1939.  Dagohoy, obra en tres actos. Concurso literario de la Mancomunidad filipina

### Relatos
- 1925. El dolor del viejo campeón
- 1926. Un barquito de papel
- 1939. Fotogenia

### Encebuano
- 1960. Sakay, novela nunca publicada.